# Hydata alada
Hydata alada là một loài bướm đêm trong họ Geometridae.